# Canzo
Canzo (lombardul: Canz) település Olaszországban, Lombardia régióban, Como megyében. Lakosainak száma 5062 fő (2023. január 1.). Canzo Asso, Caslino d’Erba, Castelmarte, Civate, Eupilio, Longone al Segrino, Proserpio, Pusiano, Valbrona, Valmadrera és Cesana Brianza községekkel határos.

## Népesség
A település népességének változása:
| Lakosok száma | 5076 | 5081 | 5062 |
|               | 2017 | 2018 | 2023 |